# NGC 76
NGC 76 je galaksija u zviježđu Andromeda.

## Vanjske poveznice
- SEDS: NGC 0076